# Risurrezione

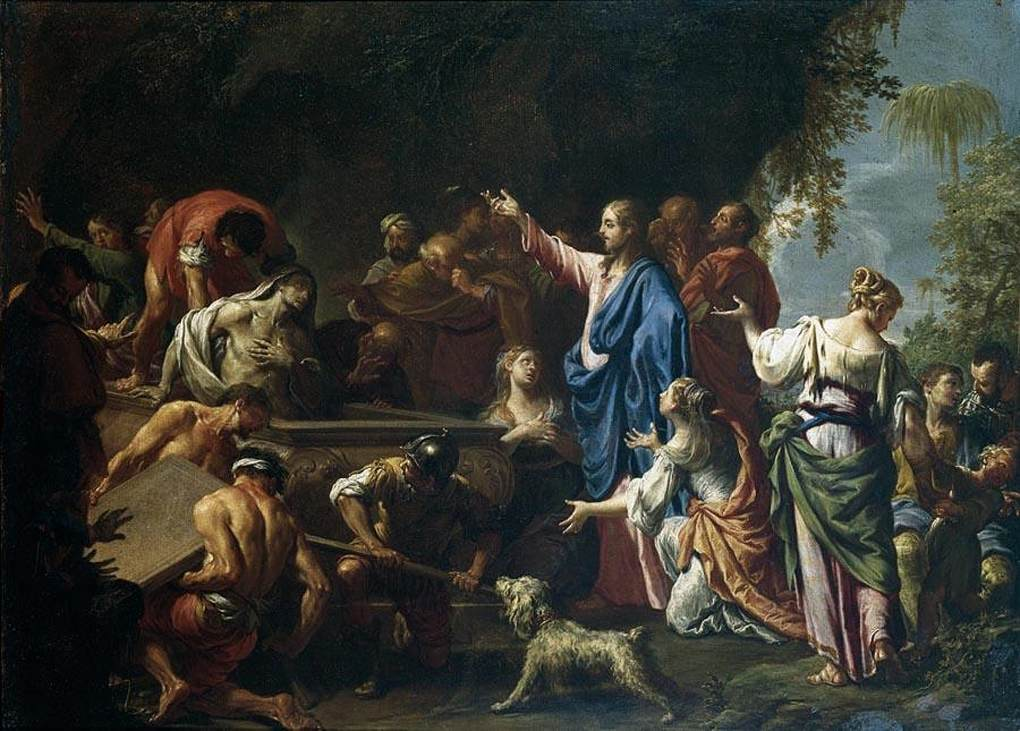
Resurrezione di Lazzaro, di Francesco Trevisani (XVII secolo, collezione privata)

La risurrezione (o resurrezione) è il ritorno alla vita dopo la morte.
Nel cristianesimo Gesù Cristo è risorto "il terzo giorno" mentre gli altri uomini risorgeranno tutti insieme "l'ultimo giorno". Ciò che pare comune a tutte le religioni che prevedono la reviviscenza o quantomeno la non-estinzione dell'anima del defunto, cioè del complesso della sua spiritualità, è il concetto di "rinascita" o di "ri-sorgere" (da cui deriva il termine), o riprendendo a vivere nel corpo appena lasciato, oppure presupponendo la fine della vita terrena dopo la quale la persona (riappropriandosi o meno di un corpo) inizia un'esperienza nuova e rinasce.
Nella concezione di molte religioni, è possibile ritornare in vita dopo la morte e al proposito vengono formulate varie previsioni di modalità a seconda che:
- la nuova vita faccia rifiorire le medesime spoglie terrene del defunto (e si parla di risurrezione vera e propria, nello stesso corpo posseduto prima di morire).
- lo spirito del defunto ritrovi la vita terrena nel corpo di un altro essere vivente (e si parla invece di reincarnazione, per lo più con riferimento alla rinascita nelle carni di un essere di specie o genere differente).
- lo spirito del defunto sia dopo la morte ammesso a vivere una vita di puro spirito.
- rinascano dopo la morte sia lo spirito che il corpo del defunto (in tal caso con tempi differenti).
- lo spirito, o anima, del defunto sia dopo la morte unito ad un Corpo Mistico (di Cristo risorto, o dannato all'Inferno), in temporanea attesa di esservi unito anche nel corpo con la risurrezione della carne per il Giudizio di Dio, di salvezza o di condanna.

In queste tre ultime accezioni la risurrezione viene indicata come il passaggio dal tempo finito, proprio dell'esperienza umana, all'eternità spirituale (vita eterna).

## Antico Egitto

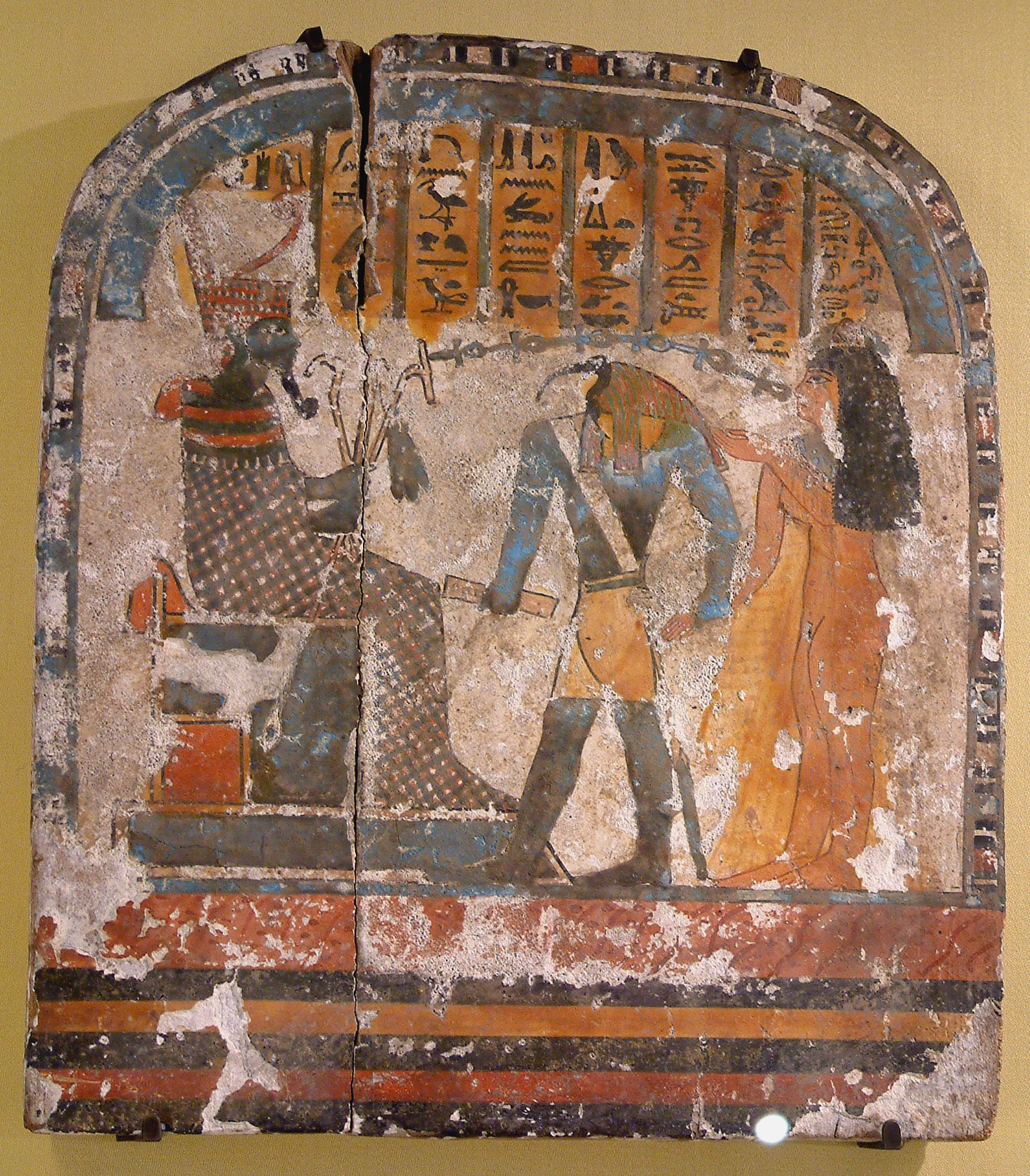
Una stele egiziana con un'anima che viene condotta ad Osiride. Parigi, Louvre

Nella mitologia dell'Antico Egitto, il dio Osiride, ucciso e smembrato dal fratello Seth, fu ricomposto e risuscitato dalla moglie Iside e divenne il re dell'oltretomba e il giudice dei morti.
Per la religione degli antichi Egizi, la vita dopo la morte era la sola duratura e la morte costituiva un passaggio a tale vita. Il corpo veniva imbalsamato per preservarlo dalla corruzione e rimaneva nella tomba. Infatti solo se il corpo era intatto, il “Ka”, la forza vitale dell'uomo ed il “Ba”, l'anima, potevano ricongiungersi ad esso e andare nel Paese dei Morti. Questo Regno è simile al nostro ed è diviso in dodici regioni governate da altrettanti Dei. Al suo arrivo l'anima, condotta da Anubi o da Horus, è giudicata in presenza di Osiride: dopo la cerimonia di pesatura del cuore del defunto, detta psicostasia, viene deciso se l'anima debba essere divorata da Ammit o è degna di entrare nel Paese dei Morti. Per rendere confortevole la vita in questo Regno, simile a quello terreno, i defunti dovevano portarsi appresso servitori e cibo. Ciò era possibile lasciando simbolicamente nella tomba sia statuette di servitori che esercitavano i vari mestieri al posto del defunto, sia veri e propri mobili, attrezzi, cibi e vivande di vario tipo.
La possibilità di questo tipo di sopravvivenza era aperta a tutti, ma solo chi possedeva abbastanza danaro per permettersi una tomba e un'imbalsamazione vi aveva realmente accesso, per gli altri c'era l'annullamento.

## Mesopotamia e Cananei
Il dio mesopotamico Tammuz e il dio Baal dei Cananei morivano e risorgevano. Erano divinità legate ai cicli della vegetazione che muore in autunno e rinasce in primavera.

## Zoroastrismo

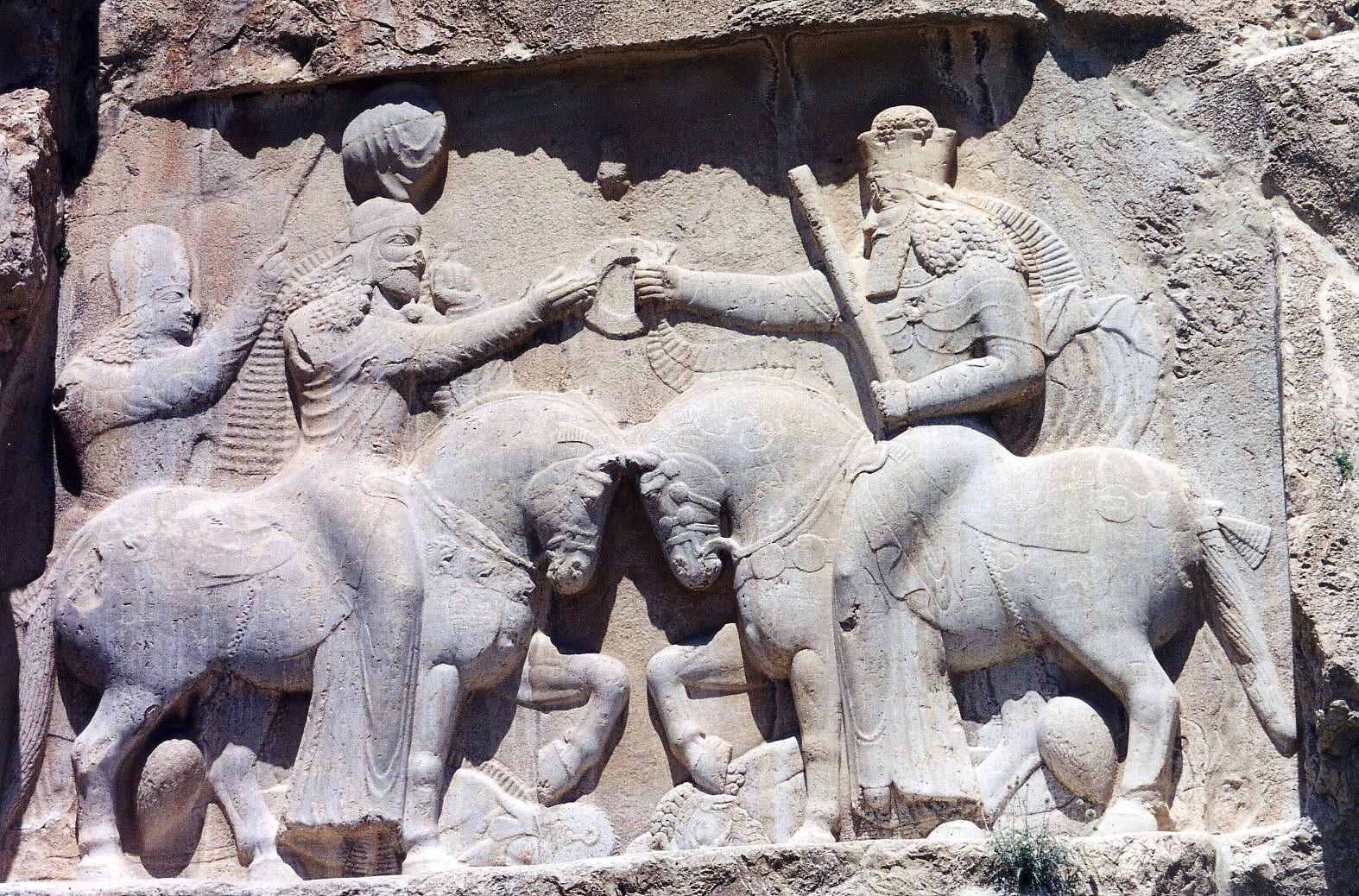
Naqsh i Rustam, Investitura di Ardashir da parte di Ahura Mazdā.

Lo zoroastrismo prevede la risurrezione corporea dei morti per un Giudizio Finale di Dio su Bene (Ahura Mazdā) e Male (Angra Mainyu): il dualismo etico tra Bene e Male, che è alla base di questa religione, si riflette anche sui concetti di Paradiso, Inferno e Giudizio universale.
Dopo la morte, l'anima della persona passa un ponte ("Chinvat Peretu") sul quale le sue buone azioni sono pesate con quelle cattive. Per gli uomini che sono stati giusti durante la vita il ponte appare largo mentre per gli altri sottile come la lama di un coltello. Il risultato decreta la destinazione dell'anima nel Paradiso (“Garotman”) o nell'Inferno (“Il luogo peggiore”).
Dopo 3000 anni dalla morte di Zarathustra apparirà il Salvatore (“Saoschjant”) che distruggerà il Male in modo da far iniziare un Nuovo Mondo imperituro purificato in un bagno di metallo fuso. I morti risorgeranno per vivere in questo Nuovo Mondo ma non è chiaro se anche le anime dei peccatori saranno riscattate.

## Antica Grecia
Per i Greci la morte significava semplicemente che non c'era più la vita. Solo gli dei possedevano l'immortalità e le pallide ombre degli uomini dimoravano nel regno di Ade. Per difendersi dall'idea della morte nel mondo antico si seppellivano i corpi presso le strade, oppure si pensava che l'uomo continuasse a vivere nei figli, si esaltava la fine eroica, e si scrivevano lapidi funebri per celebrare la fama del defunto tra i vivi.
Le espressioni greche per risorgere o risvegliarsi vennero usate per indicare un prolungarsi dopo la morte di una vita dell'anima condannata però a vagare in un mondo di ombre. Non c'era ricompensa per il bene o il male fatto (salvo per i pochi eletti) ma solo una terribile pena per la perdita della vita.
Questo mondo aveva come re/dio Ade e questo era anche il nome del luogo. I nomi romani erano Plutone per il dio e Inferi o Averno per la sede.
Le Religioni misteriche celebravano il ritmo ciclico vita-morte-rinascita delle forze della Natura. Attraverso vari stadi di iniziazione gli adepti pervengono alla visione beatifica della divinità. Tuttavia queste religioni non sottintendevano una vera e propria liberazione dalla morte ma piuttosto il continuo rinascere di una nuova vita dopo la morte
Anche la tradizione dei Cinici (derivante da Diogene di Sinope) che lega elementi di filosofia Socratica (Stoicismo) a elementi della mitologia greca (in particolare il semidio Eracle), è legata a culti misterici che celebrano la morte e la risurrezione.

### Mitologia greca
Si conoscono diversi miti della classicità che parlano di personaggi risorti da morte: in alcuni casi vi è anche acquisizione dell'immortalità.
Semele, la figlia di Cadmo, era stata visitata da Zeus, che la rese madre di Dioniso. La gelosissima Era provocò con un inganno la morte della giovane donna. Una volta cresciuto, Dioniso, che era nato semidio, riuscì a diventare immortale e poté così calarsi nell'Ade, prendendo quindi con sé l'anima della madre; la resuscitò e salì insieme a lei sull'Olimpo. Semele fu poi fatta immortale da Zeus..
Pelope, che era stato fatto a pezzi ancora fanciullo dal padre Tantalo che voleva imbandirne le carni agli dei per verificare la loro onniscienza, resuscitò ad opera di Zeus, che soffiò in lui la vita dopo averne ricomposto le membra, fatta eccezione per una spalla che nel frattempo era stata mangiata da Demetra, ancora scioccata per la sparizione di Persefone: al suo posto vi mise una spalla in avorio.
Ippolito, figlio di Teseo e Ippolita, fu resuscitato dal medico Asclepio con l'aiuto di Artemide. Il giovane era morto nell'incidente occorsogli mentre si trovava alla guida del suo cocchio, andato distrutto dopo che i cavalli avevano preso a trascinarlo essendosi imbizzarriti per aver visto affiorare dal mare un toro mostruoso.
Le Moire avevano annunciato l'imminente morte del re Admeto di Fere, a meno che qualcuno non avesse deciso di immolarsi per lui. Alcesti, moglie di Admeto, accettò: la sua anima era già entrata nell'Ade quando Eracle, che era amico di Admeto, ingaggiò una lotta furiosa con Thanatos che infine fu costretto a riportare in vita la donna.
Reso, il giovane re trace alleato di Priamo nella guerra di Troia, era stato ucciso nel sonno da Diomede, entrato furtivamente di notte nella sua tenda. La Musa Euterpe, che era sua madre, pregò Ade e Persefone di resuscitarlo: essi acconsentirono e gli dettero anche l'immortalità, ma lo obbligarono al soggiorno perpetuo in un luogo sotterraneo misterioso.
Un altro personaggio fatto resuscitare dagli dei inferi fu Protesilao, la prima vittima achea a Troia, ma solo per poche ore.
Da ricordare poi una risurrezione mancata: Orfeo fallì nel far rivivere Euridice, dopo che Persefone gli aveva fatto questa concessione imponendogli però di non voltarsi a guardare la sposa finché non fosse uscita dall'Ade. Egli appunto non resistette alla tentazione e così l'anima di Euridice precipitò nuovamente nel regno dei morti.
Secondo una versione, il sangue scaturito dalla vena destra del collo di Medusa in seguito alla sua decapitazione aveva il potere di resuscitare i morti.

### Il mito platonico di Er
Er è una figura inventata da Platone per l'elaborazione di uno dei suoi miti, chiamati pertanto platonici: protagonista è un soldato della Panfilia caduto in battaglia, di nome appunto Er, che viene resuscitato mentre il suo corpo sta per essere bruciato sulla pira. Per volere divino Er è entrato nell'Ade pur non essendo stato ancora sepolto ed è stato poi riportato in vita potendo anche conservare la memoria per non aver bevuto l'acqua del fiume Lete, a cui si dissetano invece tutte quelle anime che optano per la reincarnazione, poiché esse devono cancellare ogni ricordo della vita precedente prima di prendere possesso di un nuovo corpo.

### Ellenismo
A seguito delle conquiste di Alessandro Magno la cultura e la filosofia greche si espansero in Oriente e più tardi vennero anche raccolte dagli strati colti romani.

## Ebraismo

### La tradizione delTanakh
Il Tanakh si divide in tre parti, Torah o Pentateuco, Neviìm o Profeti e Ketuvim o Agiografi.
La credenza in una risurrezione di uno o tutti i morti compare molto raramente nel Tanakh e comunque in libri tardivi. Nei tempi più antichi (Torah) valeva la convinzione che gli uomini (Ebrei) che avessero seguito i Dieci comandamenti fossero ricompensati con una lunga vita terrena e con la possibilità di giungere nell'aldilà dopo la morte.
Nel Tanakh ci sono alcuni episodi in cui profeti come Elia ed Eliseo operano risurrezioni singole che sono simili a quelle che poi nel Nuovo Testamento compirà Gesù.
L'idea di una nuova vita estesa a tutti (gli Israeliti) compare per la prima volta nel Neviìm, (Profeti) in Osea 6,1-3:
2 Dopo due giorni ci ridarà la vita e il terzo ci farà rialzare e noi vivremo alla sua presenza.

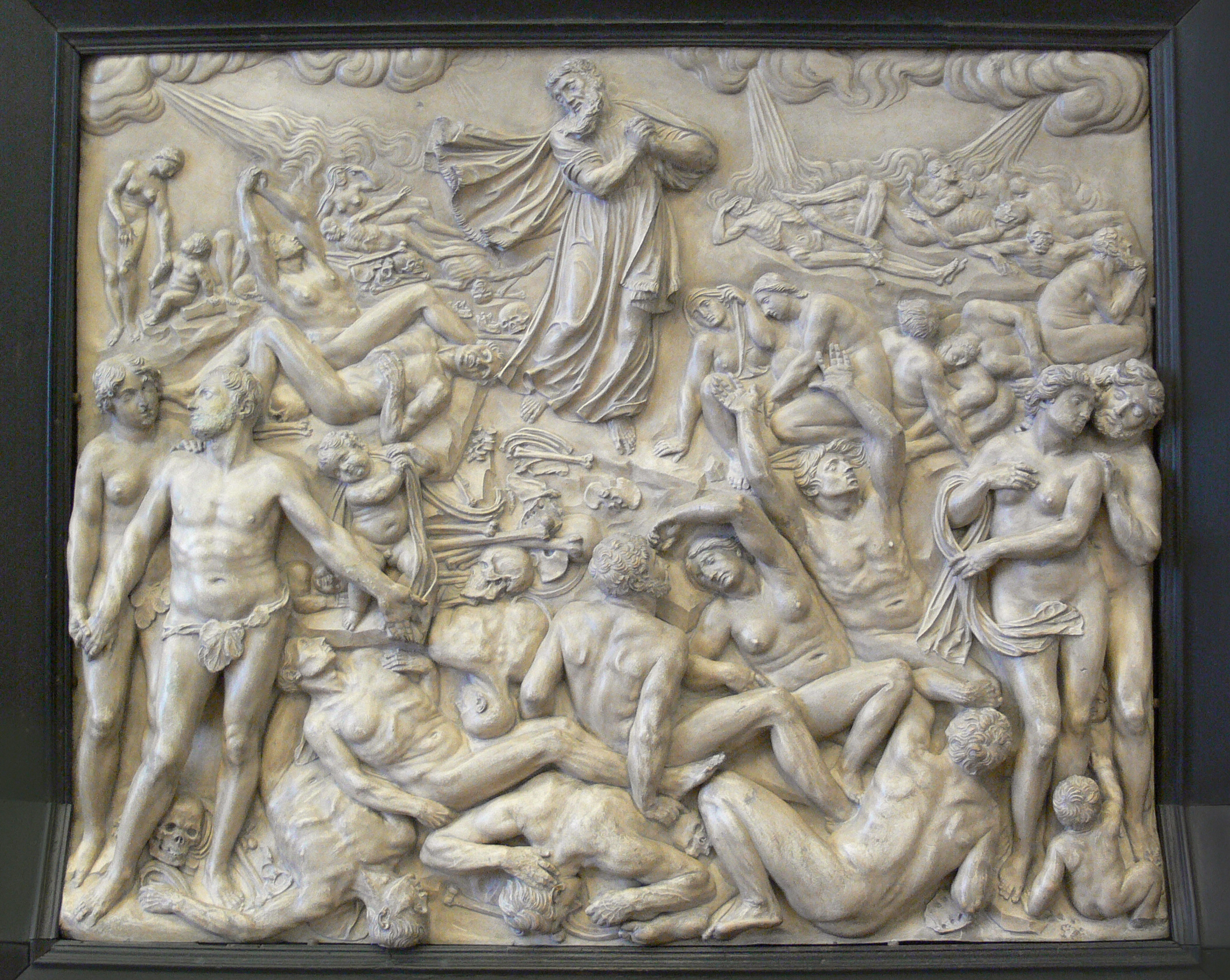
Leonhard Kern, Visione di Ezechiele, Schwäbisch Hall

Nel libro di Ezechiele, risalente all'Esilio babilonese (586-539 a.C.), si parla della sua visione delle ossa dei morti e del potere di Dio di farli risorgere e di vuotare i sepolcri.
Non è assurdo ipotizzare che gli Israeliti durante il periodo Babilonese, durato il tempo di una generazione, vennero a contatto con le religioni orientali delle popolazioni presso cui dimoravano (Impero babilonese) ed in particolare con lo Zoroastrismo.
Concetti analoghi sono espressi nella cosiddetta Apocalisse di Isaia 26,19 datata a dopo l'esilio: i morti risorgeranno e i loro corpi saranno svegliati.
In questi esempi la concezione della Risurrezione è relativa ad un'azione divina sul suo Popolo Eletto: il superamento della morte è una parte della salvezza promessa da Dio al suo popolo.
Anche nel libro di Giobbe, risalente forse all'inizio del V secolo a.C., si esprime la fede nella risurrezione.
Alla fine del I secolo a.C., intorno al 20 a.C., venne avanzata l'idea della morte e resurrezione dopo tre giorni di un messia, Efraim discendente di Giuseppe, per intervento dell'angelo Gabriele.. Quest'idea venne successivamente accolta dal Talmud e sviluppata in un midrash del II secolo d.C., in cui si espresse il concetto che un messia discendente di Giuseppe avrebbe preceduto il messia discendente di Davide.
Nella concezione giudaica l'anima dopo la morte entra nello Sheol, un mondo di nulla e di vuoto fino a che non è da questo risvegliato. Il concetto di Sheol va anch'esso modificandosi col tempo. Nel I secolo erano in contrasto le posizioni dei Farisei che seguivano anche una tradizione orale e quelle dei Sadducei che erano sostenitori di una rigida adesione alla Torah, in cui il concetto di risurrezione è assente. Per i Farisei invece erano presenti concetti di angeli, demoni e risurrezione; lo Sheol non è più un luogo di vuoto ma un luogo di attesa della risurrezione. Dopo la morte i giusti vengono portati dagli angeli nel "seno di Abramo", mentre gli empi soffrono il fuoco della Geenna.
Questi concetti appaiono chiaramente nella Parabola di Lazzaro e il ricco Epulone. I Farisei credevano nella resurrezione in senso fisico: i corpi sepolti nella terra sarebbero ritornati in vita ad opera di Dio. Al momento della resurrezione i corpi avrebbero avuto la condizione che avevano al momento della morte, poi Dio li avrebbe trasformati risanando le loro infermità. Inizialmente credevano che la resurrezione avrebbe riguardato solo il popolo ebraico, poi arrivarono alla conclusione che sarebbero risolti anche i gentili e anche i giusti tra i gentili sarebbero stati ricompensati da Dio
Maimonide, Yehudah haLevì e Saadya Gaon confermano che la prova logica di fede consiste nella stessa teoria dell'opera della creazione ed in quella del miracolo: come Dio ha potuto creare ex nihilo, permettendo l'esistenza di qualcosa che ancora non era presente, così avviene per il miracolo, attraverso un intervento appunto prodigioso.

### Bibbia

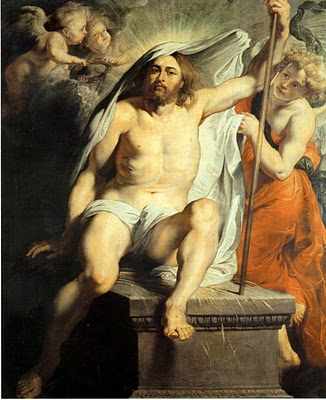
Peter Paul Rubens, Resurrezione.

Dai tempi di Omero il termine greco thànatos aveva il significato di passaggio alla condizione di morte. Altri vocaboli indicavano il sonno (hypnos, kathéudo, koimàomai); ciò che era inanimato e senza vita (nekròs), il compimento naturale dell'esistenza (teleutào) e l'interruzione violenta (apoktéino). Nel Nuovo Testamento quest'ultimo termine è usato da Erode nei confronti di San Giovanni Battista (Matteo 14,5), riguardo agli operai della vigna (Matteo 23,37), nelle profezie della Passione (Marco 8,31; 9,31; 10,34), mentre San Paolo ricorda che mediante la morte di Cristo viene uccisa l'inimicizia (Efesini 2,16). Il padre del giovane prodigo invece definisce nekròs il figlio perduto (Luca 15,24:32).
Anche nell'Antico Testamento la morte era la fine di tutto e l'uomo ritornava polvere (Genesi 3,19). La morte prematura poteva essere vista come punizione del Signore per la colpa dell'uomo; oppure Dio poteva punire una persona per salvare una comunità; o ancora la stessa comunità arrivava a uccidere alcuni componenti per scongiurare il severo giudizio di Dio sul popolo.

#### Fonti bibliche
Le manifestazioni di una vita del corpo dopo la morte si riassumono in tre modi: resurrezione, assunzione, teofania.
Questi gli episodi del Nuovo Testamento dove vengono riportati casi di resurrezione dai morti:
- risurrezione di Gesù (in tutti e 4 i vangeli)
- risurrezione della figlia di Giairo, operata da Gesù (nei vangeli di Matteo, Marco e Luca)
- risurrezione del figlio della vedova di Nain, operata da Gesù (Lc 7, 11-17)
- risurrezione di Lazzaro, operata da Gesù (Gv 11, 1-53)
- risurrezione di Tabita, operata da Pietro (Atti 9, 31-42)
- risurrezione di Eutico, operata da Paolo (Atti 20, 9)

Nel Vecchio Testamento non sono presenti casi espliciti di resurrezione, bensì l'Assunzione al cielo in anima e corpo del profeta Elia e di Enoch. L'opera di Elia ed Eliseo in 1R 17:17-24 e 2R 4:18-37, è interpretata al confine fra guarigione e resurrezione. Nella Trasfigurazione di Gesù sul Tabor si manifesta il profeta Elia, insieme all'anima di Mosè (dopo la morte, secondo Deuteronomio 34).

#### Il superamento della morte nel Nuovo Testamento

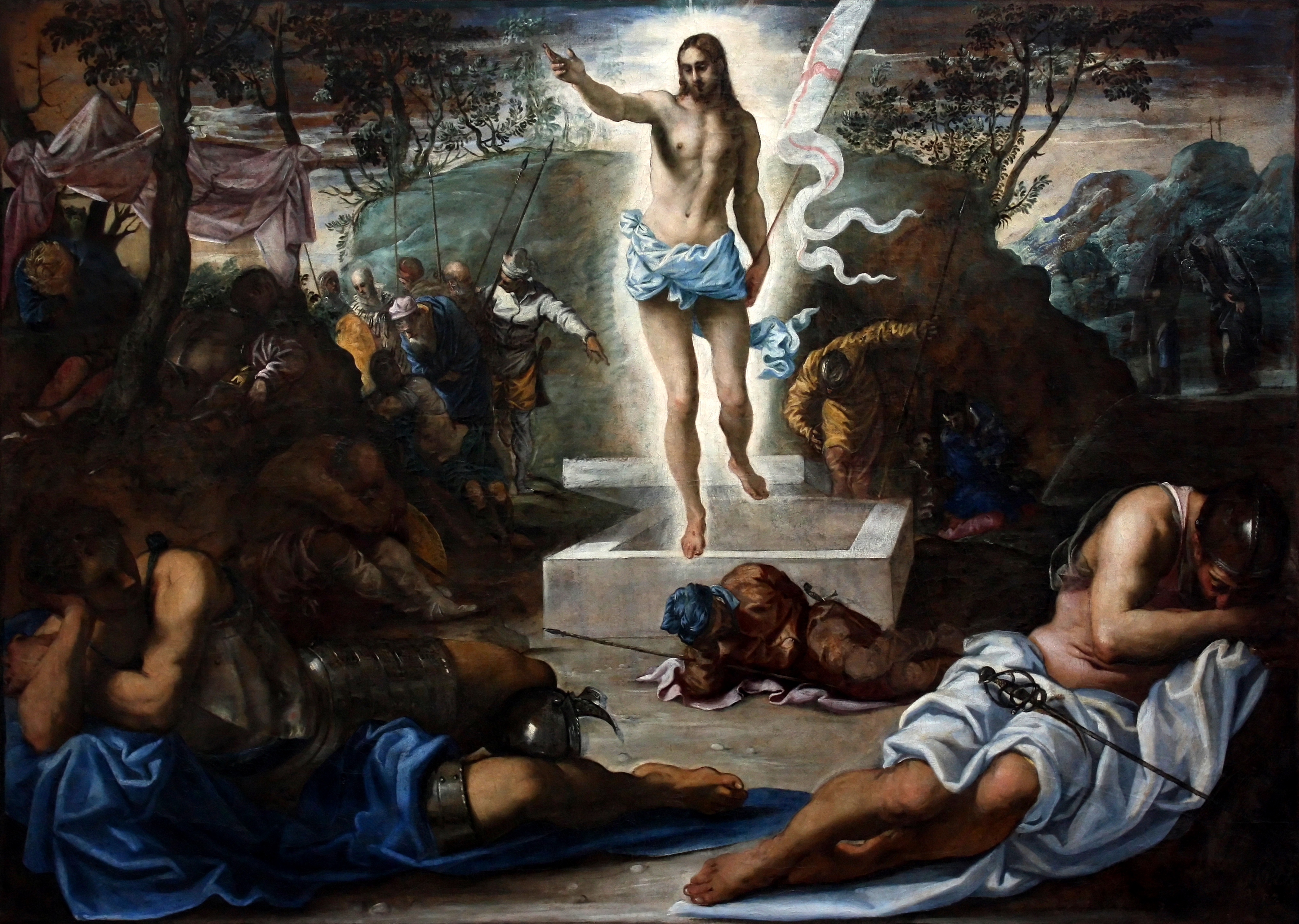
Tintoretto, La Resurrezione.

La speranza del superamento della morte o risurrezione è enunciata per la prima volta nella Bibbia nel Libro di Isaia (Isaia 26,19) e nel Libro di Daniele (Daniele 12,2). Secondo i profeti, per chi vive nel presente, e per i morti delle generazioni passate, la morte può essere superata grazie a un atto divino della nuova creazione.
La profezia si compie con la discesa di Gesù agli Inferi nel Nuovo Testamento, a beneficio delle anime di quanti erano morti prima della resurrezione di Cristo, senza salvarsi in Paradiso. La salvezza in Paradiso era già possibile, se è vero che l'anima di Mosè, sul Monte Tabor, si mostra prima che Gesù sia crocifisso e risorga.
Il Regno di Dio giungerà alla fine dei tempi, quando il peccato sarà vinto e la morte privata del suo dominio della reincarnazione.
In polemica con i Sadducei, Gesù ribadisce il concetto di resurrezione, di cui vi sono nei Vangeli diversi richiami (Vangelo di Marco, 12,18:27; Vangelo di Matteo, 22,23:33; Vangelo di Luca, 20,27:40; Vangelo di Giovanni, 5,25:29).
Nei Vangeli l'espressione in greco che indica la risurrezione dai morti è anàstasis nekrôn, con un significato assai più forte di quello della lingua italiana. In greco è il rialzarsi da coloro che sono morti; ed è un'immagine assai vivida, poiché i morti sono i cadaveri, dai quali esce il nuovo corpo dato dall'anima. Tale vivacità di espressione si trova nell'evangelista Marco 9,9:10: dopo la trasfigurazione Gesù ammonisce Pietro, Giacomo e Giovanni - che non comprendono - affinché non parlino dell'accaduto fino a quando ὁ υἱὸς τοῦ ἀνθρώπου ἐκ νεκρῶν ἀναστῇ (o huiòs toû anthròpou ek nekrôn anastê) il figlio dell'uomo non fosse risorto da quelli che sono morti.
La fede nella resurrezione è ribadita anche negli Atti degli Apostoli (Atti 4,2 e 17,32) e nelle Lettere di Paolo. Per San Paolo, la morte è il prezzo del peccato (Romani 6,23) e Satana ha il potere sulla morte (Ebrei 2,14) anche se è solo Dio che salva, condanna, dà vita ai morti e chiama all'esistenza anche ciò che non esiste. Gesù resuscita per la nostra giustificazione (Romani 4,25) e morire con Cristo è morire al mondo, e alle potenze del mondo che rendono schiavi (Colossesi 2,20). Il Salvatore ha fatto diventare l'uomo nuova creatura e gli ha donato nuova vita.
Per il Cristianesimo nella sua più alta espressione, la morte di Gesù non è stata quella di un grande uomo o di un martire, di un sobillatore o di un innocente buono, ma l'evento della salvezza unico e fondamentale. Il concetto di morte è motivo pertanto di costante riflessione: Non avere paura, abbi solo fede – scrive l'evangelista Marco (Marco 5,36).

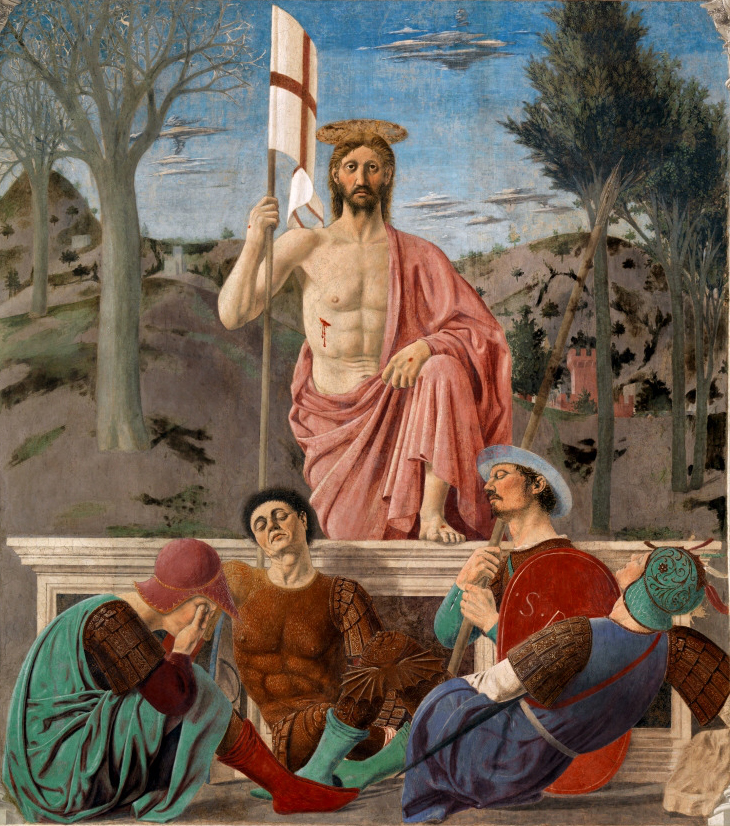
Piero della Francesca, Resurrezione, Museo civico di Sansepolcro

Nei primi tempi del Cristianesimo fu ripresa e rafforzata la tradizione farisaica sulla risurrezione, dandole un nuovo contenuto (basti pensare all'importanza del tema delle Risurrezione di Gesù come fondamento della fede e del "primo annuncio cristiano", o kerigma), anche se il problema dello Sheol – cioè del destino delle anime dei giusti dopo la morte corporale – non fu inizialmente molto sviluppato. Probabilmente ciò avvenne anche in conseguenza della fede nella seconda venuta di Cristo, o Parusia, che si riteneva dovesse essere imminente.
Sono indicazioni di questa tradizione il racconto della risurrezione di Lazzaro di Betania (Giovanni 11,1-46), risvegliato dal sonno della morte così come le altre risurrezioni operate da Gesù nonché vari passi dei Vangeli ad esempio Matteo 13,49-50.
San Paolo, oltre a professare la fede nella risurrezione terrena di Gesù, annuncia la sua fede in una futura risurrezione dei morti. (nutrendo in Dio la speranza, condivisa pure da costoro, che ci sarà una risurrezione dei giusti e degli ingiusti. Atti 24,15) Paolo riprende l'argomento in 1 Tessalonicesi 4,16.
Anche l'Apocalisse, in vari passaggi, si sofferma sulla risurrezione 1,18, 20,13-14, 6,8
Tuttavia, già nei tempi apostolici (le lettere di Paolo ai Tessalonicesi ne sono un esempio), mentre si prendeva coscienza che la Parusia sarebbe avvenuta in tempi non immediati, si rendeva necessario chiarire il destino dopo la morte dei battezzati, dei martiri, così come dei santi e della Vergine Maria, il cui culto si diffuse enormemente già nei primi secoli. Dal Nuovo Testamento e dalla Tradizione cristiana si comprese perciò che le anime di coloro che avessero meritato la salvezza salissero in Paradiso (corrispondente al "seno di Abramo" del Vangelo e della tradizione ebraica), eventualmente dopo un periodo di purificazione successivo alla morte, ed a tale proposito venivano offerte le preghiere di intercessione per i defunti (vedi evoluzione della concezione del Purgatorio nella Chiesa Cattolica e la tradizione greco-ortodossa della preghiera particolarmente intensa nei tre giorni successivi alla morte).
Cristo, al suo ritorno alla fine dei tempi, avrebbe poi pronunciato il Giudizio universale, seguito poi dalla risurrezione della "carne" (cioè dei corpi, trasfigurati a somiglianza di quello di Gesù dopo la risurrezione) o dei morti, come si dice, rispettivamente, nel simbolo degli apostoli ed in quello niceno-costantinopolitano, sia dei giusti che degli ingiusti, i primi per la vita eterna nel Regno di Dio sulla terra, gli altri per una risurrezione di condanna.

## Gnosticismo

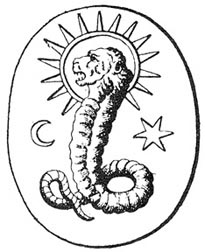
Simbologia a testa di leone su una gemma gnostica dal libro di Bernard de Montfaucon L'antiquité expliquée et représentée en figures che può essere la rappresentazione del Demiurgo.

Lo Gnosticismo è una dottrina religiosa che fiorì nel II secolo e che trova nel diacono Valentino uno dei suoi maggiori esponenti.
Gli gnostici valentiniani cercarono di risolvere l'eterno dilemma che si presenta a chi pensa a un mondo creato: se il mondo è stato creato da un Dio, da dove viene il male? Se Egli non ha creato il male come lo si può considerare unico Creatore delle cose? Per risolvere questo problema gli gnostici elaborarono una cosmogonia secondo la quale all'inizio di tutte le cose esisteva l'Essere Primo, Bythòs, che dopo ere di silenzio e di contemplazione, tramite un processo di emanazione, diede vita al Pleroma (mondo divino), formato da 30 Eoni raggruppati in coppie maschili e femminili. Al vertice di questi Eoni si pone la coppia Abisso e Silenzio (quest'ultimo elemento femminile), coppia da cui nacquero per emanazione tutta una serie di Eoni in una sequenza di potenza sempre inferiore. L'ultima di queste coppie fu quella formata da Sophia e Cristo. L'Eone Demiurgo, spinto a sua insaputa dall'Eone Sophia crea l'aspetto materiale delle cose e anche l'uomo mentre questa, a sua volta, è spinta nella creazione dall'Eone Gesù. Dal Demiurgo nacquero anche il diavolo (detto Kosmokrator) e la sua corte di angeli malvagi.
La Rivelazione di Dio tramite l'Eone Gesù pulisce il cuore corrotto dell'uomo e gli rivela la scintilla divina che è presente in lui e che è "estranea" al mondo materiale. È allora possibile la salvezza che consiste nel ritorno dell'elemento pneumatico dell'uomo al Pleroma ove esso resterà assieme agli angeli che circondano il Salvatore. Questa Salvezza si ottiene con la fede e con le buone azioni.

## Manicheismo

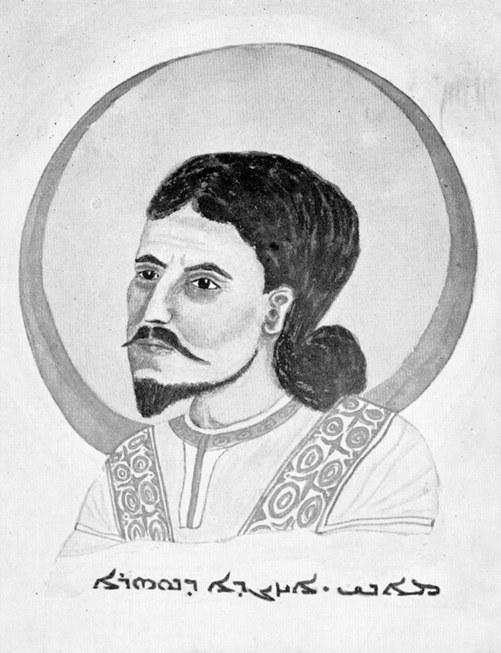
Mani

Mani, che visse nel III secolo, è il fondatore di una religione basata sul sincretismo tra cristianesimo, buddismo, mazdeismo e gnosticismo di stampo valentiniano. La religione creata dal filosofo persiano Mani si configurava come religione di pura ragione in contrasto con la credulità cristiana: spiegava l'origine, la composizione, ed il futuro dell'universo e disprezzava il cristianesimo perché era pieno di dogmi.
Riguardo alla vita dopo la morte, il manicheismo parlava di tre destini differenziati per i Perfetti, gli Uditori, ed i Peccatori (non-Manichei). Le anime dei primi dopo la morte, sarebbero state ricevute da Gesù, e, purificate dal sole, dalla luna, e dalla stelle le loro particelle di luce, liberate, sarebbero salite al Primo Uomo e formate in divinità minori, che avrebbero circondato la sua persona.
Il fato degli Uditori sarebbe stato, in ultima analisi, lo stesso di quello dei Perfetti, ma avrebbero dovuto passare attraverso un lungo purgatorio prima di arrivare alla beatitudine eterna. 
I peccatori, invece, avrebbero dovuto vagare tra i tormenti e l'angoscia, circondati dai demoni e condannati dagli angeli, fino alla fine del mondo, quando saranno gettati anima e corpo all'inferno.

## Catarismo

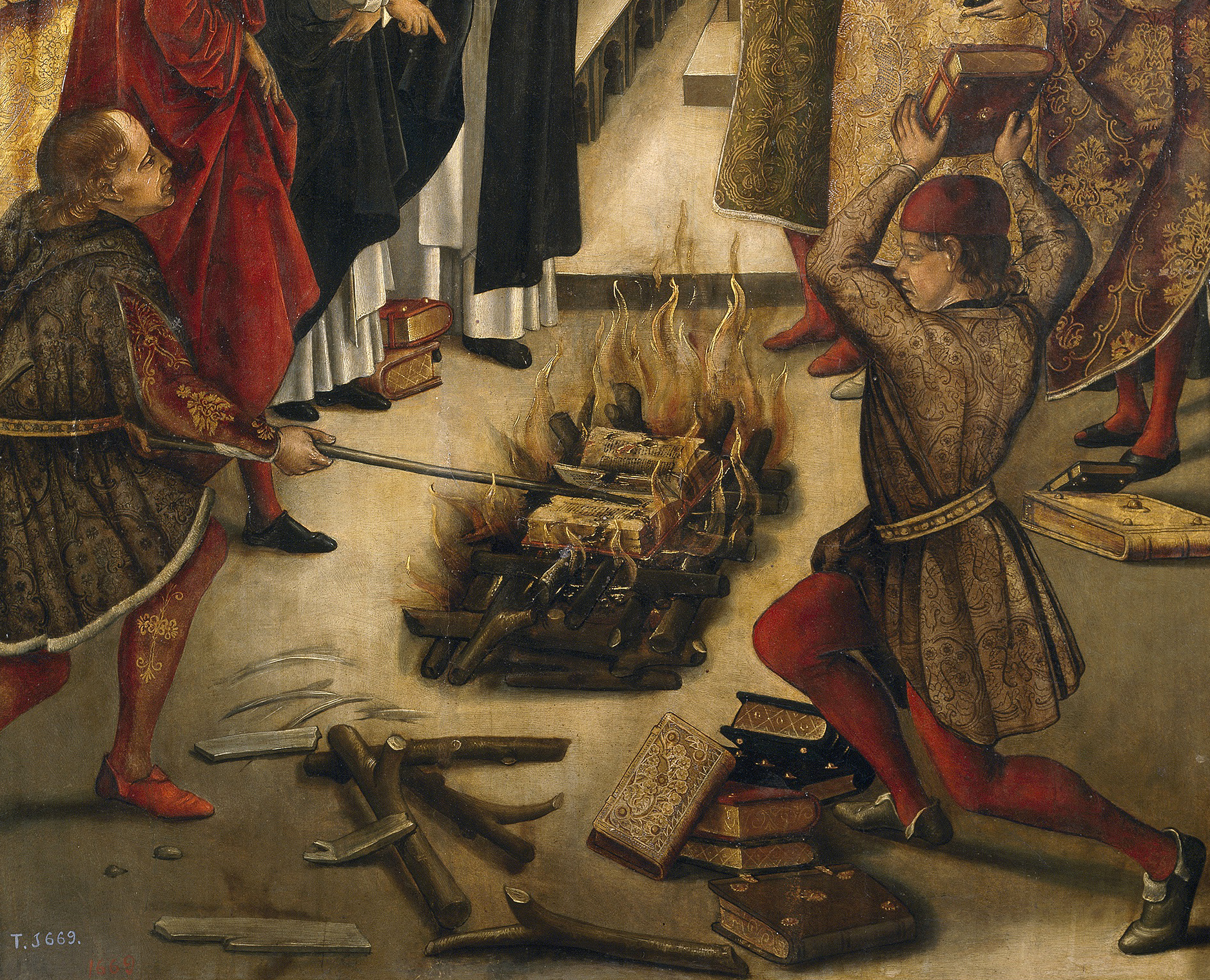
Domingo de Guzmán, cioè San Domenico fa bruciare libri dei Catari.

Il Catarismo degli Albigesi è un movimento religioso sviluppatosi tra il XII ed il XIV secolo soprattutto nel sud della Francia.
Il Dualismo rappresenta l'elemento più importante della Teologia Catara: il mondo materiale è visto come il Male, mentre il Bene può essere trovato solo in cielo vicino a Dio. La vita dei Catari è perciò tesa a portare il Bene dell'Uomo (l'anima), concepita come una scintilla divina, fuori dal mondo cattivo, verso il Cielo, realizzandone così la liberazione.
Questo processo di liberazione avveniva per gradi a seconda delle capacità di ogni individuo. I Catari accettavano l'idea della reincarnazione per cui coloro che non riuscivano a realizzare la liberazione durante il presente viaggio mortale sarebbero ritornati un'altra volta per continuare la battaglia verso la Perfezione. La reincarnazione non era quindi né necessaria né desiderabile ma solo legata al fatto che non tutti gli esseri umani sono capaci di rompere le catene della materia in una sola vita. Il destino finale di ogni anima è quindi il ritorno, dopo lungo cammino, al Bene, cioè Dio.
Queste convinzioni spiegano la facilità con cui i Catari, perseguitati dalle Crociate Albigesi, entravano spontaneamente nei roghi preparati e accesi e si lasciavano bruciare cantando.

## Chiesa cattolica medievale
Nel mondo cristiano le convinzioni sulla morte e sulla risurrezione si mantennero più o meno uguali fino al Trecento quando esse furono scosse dalle affermazioni di papa Giovanni XXII (agosto 1316, dicembre 1334). Questo Papa contraddistinse il suo Pontificato per uno smodato uso del perdono impartito dietro pagamento a peccatori e anime in Purgatorio, per le sanguinose guerre condotte e per una bolla, Cum inter nonnullus, in cui condannava come eretica la povertà dei Francescani.

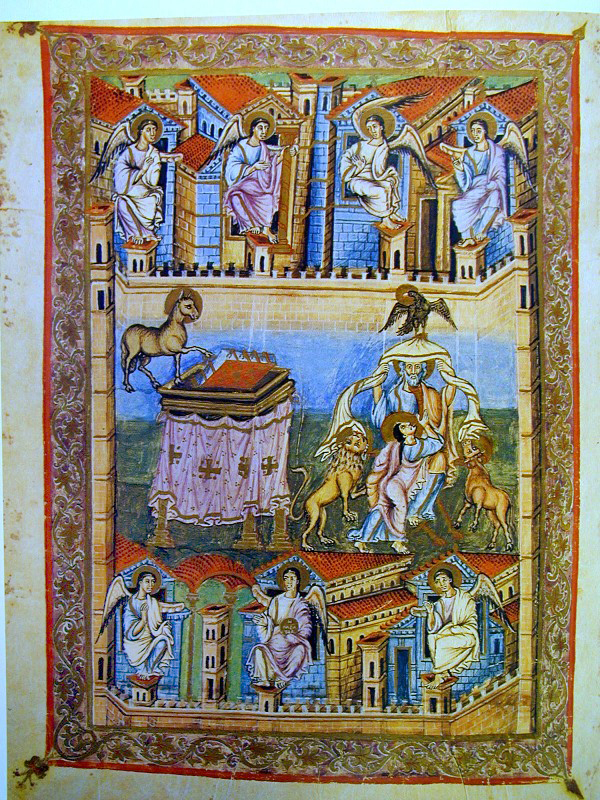
Folio 10 recto della Bibbia di S Paolo fuori le Mura, frontespizio del libro della Rivelazione

Contrariamente alla concezione teologica allora comune Giovanni XXII sostenne l'opinione che le anime dei defunti dimoranti "sotto l'altare di Dio" (Apocalisse 6,9) avessero solo la visione della natura umana di Cristo e venissero ammesse alla piena beatitudine unicamente dopo il Giudizio Universale. Egli presentò questa sua concezione soprattutto in tre omelie: il 1º novembre e il 15 dicembre 1331 e il 5 gennaio 1332. Nella terza omelia affermò che sia i demoni sia gli uomini riprovati andranno al castigo eterno dell'Inferno solo dopo il Giudizio Universale. Per avvalorare la sua concezione Giovanni XXII redasse nell'anno 1333 anche una dissertazione.
Il re Filippo VI di Francia fece fare un esame dall'Inquisizione. L'esame iniziò il 19 dicembre 1333. Da parte sua anche il Papa convocò una commissione di cardinali e di teologi, che il 3 gennaio 1334 in concistoro lo indusse a dichiarare che avrebbe revocato la sua concezione, se essa fosse trovata in contrapposizione alla comune dottrina della chiesa.
Morì il 4 dicembre 1334, ma con una bolla (la Ne super his) datata 3 dicembre 1334 ed emanata dal suo successore papa Benedetto XII ritrattò la sua dottrina.
Oggi la Chiesa cattolica ritiene che Giovanni XXII parlò esprimendo un'opinione personale e non ex cathedra.
Il nuovo papa Benedetto XII pubblicò nel 1336 la costituzione apostolica Benedictus Deus in cui fissò i principi di fede ancora oggi validi.
In particolare da allora la Chiesa cattolica afferma che l'anima "subito dopo la morte" (mox post mortem) passa attraverso un giudizio particolare e poi viene retribuita immediatamente salendo subito in Paradiso per godere della visione di Dio o viene ammessa al Purgatorio, per essere purificata e poter accedere alla visione di Dio in un secondo momento o eventualmente scende all'Inferno.
Per quanto riguarda il giudizio finale (giudizio universale) si cita di seguito il Catechismo della Chiesa Cattolica:
(CCC 1039)

## Chiese avventiste

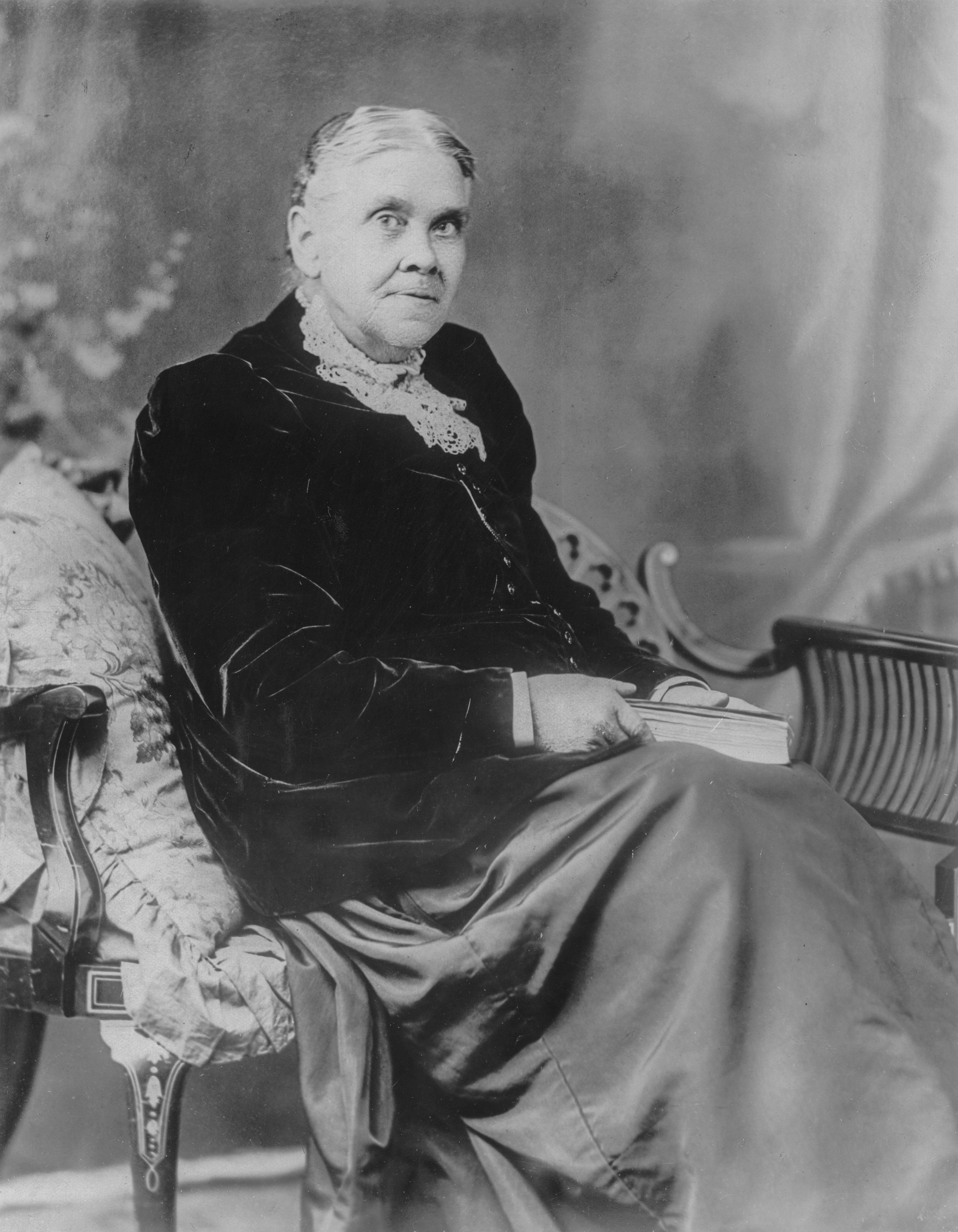
Ellen Gould White, leader della Chiesa degli Avventisti del Settimo Giorno

La posizione dei vari movimenti dell'Evangelicalismo è sostanzialmente allineata alla visione del Cristianesimo del primo secolo. La risurrezione avviene al momento del Giudizio Universale e il periodo tra la morte e la risurrezione è trascorso nello Sheol.
Con un paragone alla liberazione degli Israeliti dalla schiavitù in Egitto si parla piuttosto di una risurrezione in questa vita quando si scopre e si aderisce alla fede in Cristo.

## Testimoni di Geova
I Testimoni di Geova sostengono di praticare il ripristinato cristianesimo del primo secolo. Credono nella resurrezione e in una futura ricompensa per i giusti che distinguono in due categorie:
- 144.000 scelti per uno scopo, (il piccolo gregge) che regneranno in Cielo assieme a Cristo dopo una risurrezione spirituale senza un corpo carnale, ma con uno spirituale.
- tutti gli altri servitori di Dio che vivranno in eterno con un nuovo corpo (nel caso dei risorti), su una terra ritrasformata in Paradiso.

Non credono all'immortalità dell'anima, perché credono l'uomo stesso sia un'anima, né all'esistenza di Inferno e Purgatorio, che difatti non vengono citati nella Bibbia. Anche gli ingiusti risorgeranno in quello che verrà ripristinato come Paradiso, ma come chiunque saranno soggetti alla seconda morte, che varrebbe a dire l'annullamento, se non verranno seguite le norme di Dio durante il Millennio.

## Islam
Secondo la fede islamica, l'umanità è destinata alla morte ma, nel momento del Giorno del Giudizio (Yawm al-dīn), Allah farà suonare dai suoi angeli le Trombe del Giudizio, che provocheranno l'annichilimento di ogni essere. Un secondo suono di Tromba farà risuscitare tutti gli uomini, nessuno escluso, in corpo, anima e spirito, perché siano giudicati e, a seconda dei casi, premiati col Paradiso o condannati all'Inferno. Tuttavia prima della resurrezione corporea esiste un aldilà, questo periodo che va dalla morte alla resurrezione, è detto “Al-Barzakh”. Il Sacro Corano e gli Aĥādīth ci dicono che prima della resurrezione esiste un periodo di vita che costituisce il tramite tra questo mondo e l'Aldilà.
Durante questo periodo i probi si troveranno sul sentiero che conduce al Paradiso, una delle sue porte sarà aperta davanti a loro e, in attesa dell'avvento del Giudizio Universale, godranno dei suoi beni. I malfattori, invece, saranno messi sul sentiero dell'Inferno e una delle sue porte sarà aperta davanti a loro. Rimarranno fino al Giorno del Giudizio nelle torture e nei tormenti, passeranno un triste e spiacevole periodo e dalla paura dell'avvento del Giudizio Universale e dei tormenti dell'Inferno si troveranno in una condizione d'angoscia e di terrore.
Il Giorno del Giudizio è per questo chiamato anche Yawm al-qiyāma (Giorno della risurrezione).

## Bahá'í
Riguardo alla Resurrezione della Manifestazione di Dio, Bahá'u'lláh scrisse: 
(Bahá'u'llá Il Libro della Certezza)

## Religioni orientali
In alcune religioni orientali (buddhismo, induismo,giainismo, sikhismo), la risurrezione prende talora la forma della reincarnazione, talché i relativi dogmi identificano in ogni essere vivente (dalla formica all'elefante, tanto per citare esempi confortati da nota letteratura) il portatore dello spirito o dell'anima di un trapassato.

## Letteratura moderna
Nella pièce teatrale fantastica Lazzaro, di Luigi Pirandello, il protagonista Diego Spina ritorna in vita grazie a un'iniezione.
Nel romanzo Le meraviglie del duemila di Emilio Salgari si trovano descritte alcune risurrezioni nel secondo capitolo.
In Dragon Ball i protagonisti tornano spesso in vita grazie alla sfere del drago.